# Instituto Tecnológico de Chetumal
El Instituto Tecnológico de Chetumal (ITCH), es una institución pública de educación superior ubicada en Chetumal, Quintana Roo, México. Actualmente, el Instituto Tecnológico de Chetumal imparte 10 carreras a nivel de licenciatura y 3 a nivel posgrado.

## Historia
El  8 de octubre de 1975, inició sus operaciones el Instituto Tecnológico Regional de Chetumal, contando con las carreras de Licenciatura en Administración de Empresas e Ingeniería Civil en Desarrollo de la Comunidad. Convirtiéndose en la primera Institución de educación a nivel superior en el Estado y por ello la máxima casa de estudios de Quintana Roo.

## Oferta Educativa

### Licenciaturas
- Administración
- Arquitectura
- Biología
- Contador Público

### Ingenierías
- Ingeniería Civil
- Ingeniería Eléctrica
- Ingeniería en Administración
- Ingeniería en Gestión Empresarial
- Ingeniería en Sistemas Computacionales
- Ingeniería en Tecnologías de la Información Y Comunicaciones

### Posgrados
- Maestría en Construcción.
- Maestría en Manejo de Zona Costera.

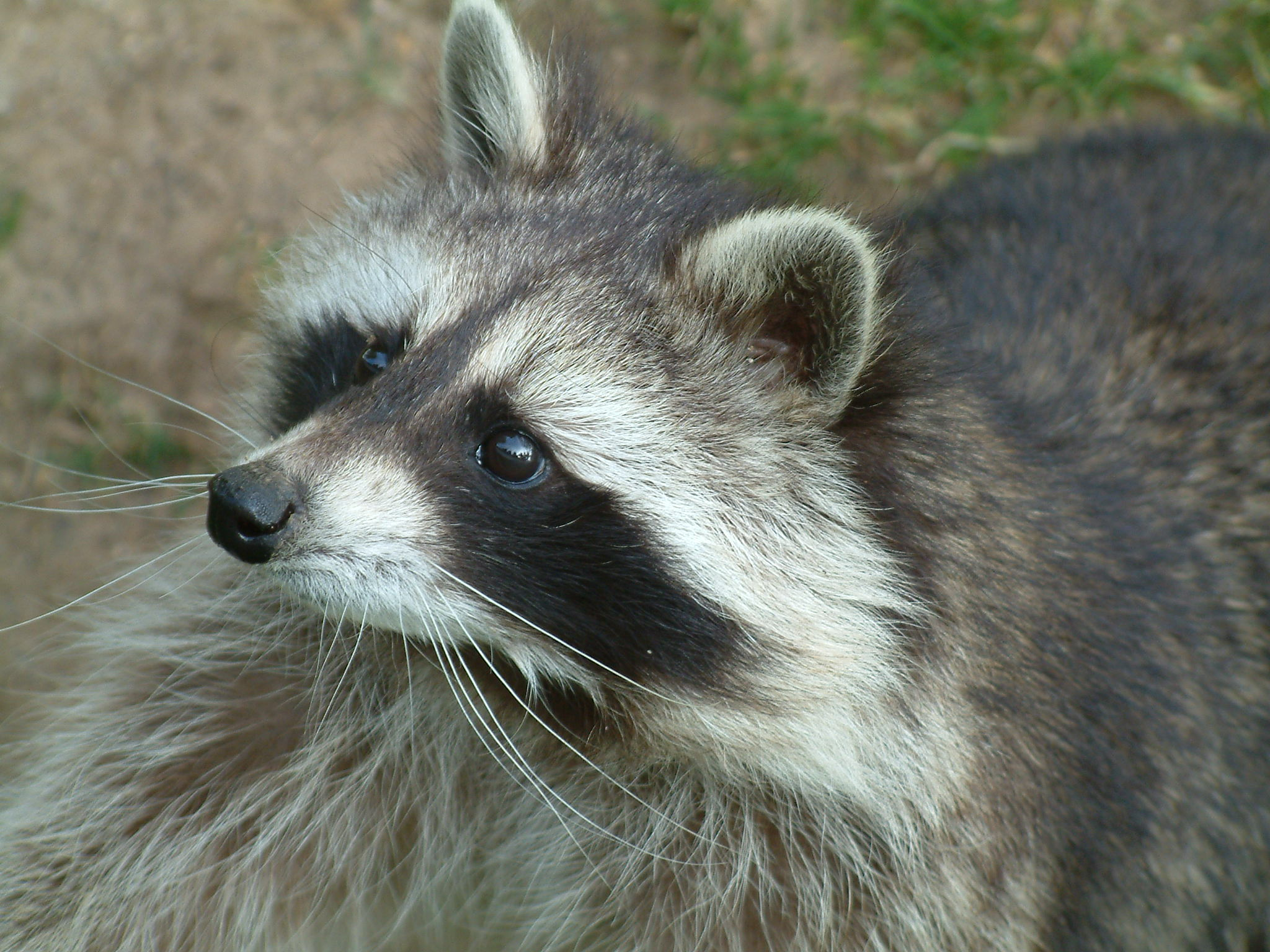
Mascota del Tecnológico.

- Maestría en Urbanismo
- Doctorado en Ciencias Ambientales